# Bókaháza
Bókaháza è un comune dell'Ungheria di 341 abitanti (dati 2001). È situato nella contea di Zala.